# Jair (Name)
Jair ist ein männlicher Vorname hebräischer Herkunft.

## Herkunft und Bedeutung
Der Name Jair stammt vom hebräischen Namen יָאִיר ab. Für diesen Namen kommen drei Herleitungen in Frage:
- Kurzform von der Wurzel אור und einem Gottesnamen: „[Gott/der Gott NN] lässt leuchten“
- „Angesicht [Gottes]“
- Imperativname von der Wurzel אור: „er strahlt“

In der Bibel findet er prominent in der Gestalt des Richters Jaïr Erwähnung, darüber hinaus werden zwei weitere Männer namens Jair genannt.
Heute ist der Name vor allem in Israel und Lateinamerika, besonders Brasilien, verbreitet.

## Varianten
- Jairus
- Jairo
- Yair

## Namensträger
Form Jair
- Jair Chajim Bacharach (1639–1702), Rabbiner und Gelehrter
- Jair Baylón (* 1989), peruanischer Fußballspieler.
- Jair Bolsonaro (* 1955), ehemaliger brasilianischer Präsident
- Jair Braga (1954–2004), brasilianischer Radrennfahrer
- Jair da Costa (1940–2025), brasilianischer Fußballspieler
- Jair Golan (* 1962), israelischer Politiker und Militär
- Jair Lapid (* 1963), israelischer Politiker
- Jair Marinho (1936–2020), brasilianischer Fußballspieler
- Jair Melchior (* 1982), seit 2014 Oberrabbiner von Dänemark
- Jair Naweh (* 1957), israelischer Militär
- Jair Oliveira (* 1975), brasilianischer Musiker
- Jair de Jesús Pereira (* 1949), brasilianischer Fußballspieler
- Jair Rodrigues (1939–2014), brasilianischer Sänger
- Jair Rosa Pinto (1921–2005), brasilianischer Fußballspieler
- Jair Rosenblum (1944–1996), israelischer Komponist
- Jair Ventura (* 1979), brasilianischer Fußballtrainer und ehemaliger -spieler
- Jair Zaban (* 1930), israelischer Politiker und Sozialist

Form Yair
- Yair Dalal (* 1955), israelischer Komponist und Musiker irakisch-jüdischer Abstammung
- Yair Furstenberg (* 1975), israelischer Theologe und Professor für Talmud
- Yair Galily (* 1970), israelischer Soziologe
- Yair Kraidman (* 1932), israelischer Schachgroßmeister
- Yair Minsky (* 1962), US-amerikanischer Mathematiker
- Yair Mundlak (1927–2015), israelischer Wirtschaftswissenschaftler und Hochschullehrer

Kampfname
- Yair war der Kampfname von Avraham Stern, dem Gründer und Leiter der zionistischen Unabhängigkeitsbewegung Lechi